# Alen'kij cvetoček
Alen'kij cvetoček (Аленький цветочек) è un film del 1977 diretto da Irina Igorevna Povolckaja.

## Trama
Un commerciante sta per partire e promette di portare alle sue figlie i regali che desiderano. Due figlie più grandi desideravano dei bei tessuti, e la più giovane voleva il fiore scarlatto, che lei sognava.